# 189945 Teddykareta
189945 Teddykareta è un asteroide della fascia principale. Scoperto nel 2003, presenta un'orbita caratterizzata da un semiasse maggiore pari a 3,2145873 au e da un'eccentricità di 0,1451468, inclinata di 18,68435° rispetto all'eclittica.